# Vaux-sur-Sûre
Vaux-sur-Sûre (in vallone Li Vå-so-Seure) è un comune belga di 4 759 abitanti, situato nella provincia vallona del Lussemburgo. Il comune è attraversato dal fiume Sûre.